# Крэйк
Крэйк — российский фэнтези фильм, режиссёра Марии Казниной. Фильм основан на повести «Приключения доисторического мальчика» французского писателя Эрнест Д’Эрвильи.

## Сюжет
Отец Ивана нервно ходит по комнате, говоря по телефону что его сын стал зависимым от компьютерных игр. Иван инвалид и он проводит все своё время дома, увлекаясь компьютерной игрой «Крэйк». После того как Иван отходит ко сну, зловещий голос из телевизора сообщает что теперь Иван принадлежит ему.
На следующий день Иван продолжает играть в игру и голос из горящего камина (который является "телефоном" между миром Ивана и миром компьютерной игры) повторно сообщает что Иван заигрался в игры, выражая желание забрать его душу себе в мир компьютерной игры. Голос приказывает Ивану нажать клавишу Enter и он повинуясь нажимает её. К Ивану приходит домработница и предлагает ему поесть, на что Иван садится в игрушечную машину и начинает наезжать на все вокруг, снеся поднос с едой, в это время зрителю демонстрируют кадры где аборигены разделывают тушу животного.
В комнату входит отец Ивана, его сын сообщает что хочет мясо оленя, заражённого на костре, на что отец сообщает, что ему нельзя мясо. Отец смотря на выходки своего сына, вызывает на дом врача, который делает его сыну укол и тот засыпает. Действие переносится в мир игры, где Крэйк находит книгу, приложив руки к которой видит перед собой образ человека, с диском в центре люк, который сообщает ему, что Ивана возможно спасти только найдя таинственную пещеру. Крэйк вместе со своим другом отправляется на её поиски. Выясняется, что вождь просил Крэйка сторожить костёр, не давай ему погаснуть. Сбежав от мести вождя в лес, действие снова переносится в реальный мир, где Иван, нажав кнопку подставляет Крэйка. Вождь сообщает парочке что убьет их. Иван усугубляет участь Крэйка в игре.
К отцу Ивана приходит экспедитор Ник, который говорит что поможет Ивану избавиться от зависимости, если его отец ему позволит, отец даёт согласие. Ник идёт к Ивану, рассказывая о месте где живут люди со сверхспособностями. Иван вместе с Ником отправляются в музей, где Ник пытается заинтересовать Ивана. Действие переносится в мир игры, где Крэйк разобрав прибор, с помощью линзы разжигает костёр и его прощают, однако выгоняют из племени.
Иван возвращается домой и снова садится играть в игру, во время которой теряет сознание и повторно вызывают врача, чтоб тот спас мальчика. Иван предлагает отцу сходить в зоопарк, на что тот согласен, однако уезжает на охоту, оставив сына с Ником. Иван злится, изявляя желание идти только с отцом, но у Ника получается его переубедить, после чего они посещают зоопарк. Во время прогулки к Ивану прибивается собака, которую он кормит и забирает с собой. Отец, вернувшись с охоты, говорит, что хочет жениться, спрашивая разрешение у сына, однако Иван против отца и говорит ему нет. Иван теряет сознание, а голос сообщает, что он проиграл.
В это же время, Крэйк находит пещеру со свечением и заходит в неё, обнаруживая там плазматической шар, он заходит в него и встречается с Иваном. Лимуриец (Лем) закидывает ребят в компьютерную игру. Попав в мир игры, на Крэйка бросается леопардс от чего тот погибает, а Иван сбегает. Лем сообщает что Иван поступил неправильно и показывает мальчику сцену с его погибшей матерью. Лем даёт выбор кого спасти, Иван выбирает Крэйка.
На следующее утро Иван становится более дружелюбным, проявляя уважение домработнице, а также своего отцу. Герои улыбаются друг другу.

## В ролях
- Александр Борок в роли отца Ивана
- Александр Кичигин в роли вождя
- Юлия Шаркина в роли Лем
- Владислав Гетце в роли Ожо
- Марина Егошина в роли Тони
- Александр Коротков в роли врача
- Юлия Кузюткина в роли мамы Ивана
- Владимир Никифоров в роли Крэйка
- Александр Пильников в роли Ивана
- Станислав Вохринцев в роли охранника

## Производство
В 2008 году фильм был показан на кинофестивале «Московская премьера» в категории «Кино для детей», а также на кинофестивале «Литература и кино» в Гатчине.

## Критика
Кинокритик Евгений Баженов дал фильму негативную оценку, назвав его одним из «самых шизофреничных, дешёвых и странных» фильмов снятых «детишкам» на деньги министерства культуры.